# Керченський бій (1790)
Ке́рченський бій — морський бій між ескадрами Чорноморського флоту Російської імперії та османською ескадрою під час Російсько-турецької війни 1787—1792 років. Відбувся 8(19) липня 1790 року.

## Передумови бою
Османська ескадра під командуванням капудан-паші Хусейна прямувала з Османської імперії, аби висадити десант на узбережжі Криму.
Ескадра російського чорноморського флоту під командуванням контр-адмірала Ф. Ф. Ушакова крейсерувала вздовж анатолійського узбережжя з 16 травня по 5 червня 1790 року. У ніч з 1 на 2 червня ескадра мала сутички з батареями фортеці Анапа та османськими суднами, що перебували поблизу неї. Після поповнення запасів і незначного поточного ремонту в Севастополі, ескадра Ф. Ушакова знову вийшлу у море 2 липня 1790 року. Отримавши відомості про перебування османського флоту поблизу кримського узбережжя, Ушаков направив ескадру на пошуки османських суден.

## Хід бою
8(19) липня 1790 року о 10-й годині ранку вислана Ф. Ушаковим розвідка помітила османську ескадру в складі 10 лінійних кораблів, 8 фрегатів і 36 допоміжних суден, що йшла з боку Анапи.
Опівдні за 20-25 миль на південь від Керченської протоки обидві ескадри зустрілись. Користуючись перевагою в озброєнні (1100 османських гармат проти 860 у росіян), османська ескадра здійснила напад на російський авангард, але вогнем гармат росіяни відбили атаку. Капудан-паша Хусейн увів нові кораблі для підсилення атаки. У відповідь за наказом Ф. Ушакова фрегати полишили загальну лінію строю й утворили резерв, а решта кораблів, зімкнувши стрій, прийшла на допомогу своєму авангардові.
Близько 14-ї години російська ескадра зблизилась з османською на відстань картечного пострілу й, за наказом Ушакова, перейшла у наступ. Не витримавши, найближчі до російської ескадри османські кораблі почали повертати й виходити з бою. При цьому 2 османські судна, отримавши пошкодження щогл, вийшли за лінію російських суден. Намагання капудан-паші пройти повз російської ескадри контркурсом викликали нову хвилю вогню та нові ушкодження.
До 17-ї години османська ескадра остаточно відмовилась від спротиву й, користуючись перевагою у швидкості, почала відступ.

## Результат і наслідки бою
Внаслідок бою османські судна отримали значні пошкодження, а 1 посильне судно разом з екіпажем затонуло. Значними були й втрати османів у живій силі.
Росіяни втратили 29 осіб загиблими та 68 пораненими.
Висадка османського десанту в Криму була зірвана. 12 липня 1790 року російська ескадра повернулась до Севастополя.